# Say Nothing
Say Nothing è il settimo album in studio del gruppo musicale canadese Theory of a Deadman, pubblicato il 31 gennaio 2020.

## Tracce
1. Black Hole in Your Heart – 3:34 (Tyler Connolly, Dave Brenner, Dean Back, Joey Dandeneau, Christine Connolly)
2. History of Violence – 3:55 (Tyler Connolly, Dave Brenner, Dean Back, Joey Dandeneau, Christine Connolly)
3. Affluenza – 3:37 (Tyler Connolly, Dave Brenner, Dean Back, Joey Dandeneau, Christine Connolly)
4. Say Nothing – 3:36 (Tyler Connolly, Dave Brenner, Dean Back, Joey Dandeneau, Christine Connolly)
5. Strangers – 3:26 (Tyler Connolly, Dave Brenner, Dean Back, Joey Dandeneau, Christine Connolly)
6. Ted Bundy – 3:32 (Tyler Connolly, Dave Brenner, Dean Back, Joey Dandeneau)
7. World Keeps Spinning – 3:35 (Tyler Connolly, Dave Brenner, Dean Back, Joey Dandeneau)
8. Quicksand – 3:01 (Tyler Connolly, Dave Brenner, Dean Back, Joey Dandeneau, Christine Connolly)
9. White Boy – 4:11 (Tyler Connolly, Dave Brenner, Dean Back, Joey Dandeneau)
10. It's All Good – 2:34 (Tyler Connolly, Dave Brenner, Dean Back, Joey Dandeneau)

## Formazione
Gruppo
- Tyler Connolly – voce, chitarra, pianoforte
- Dave Brenner – chitarra, cori
- Dean Back – basso, cori
- Joey Dandeneau – batteria, cori

Altri musicisti
- David Davidson – violino, arrangiamento archi (tracce 1, 4, 8)
- David Angell – violino (tracce 1, 4, 8)
- Monisa Angell – viola (tracce 1, 4, 8)
- Carole Rabinowitz – violoncello (tracce 1, 4, 8)

## Classifiche
| Classifica (2020) | Posizione massima |
| ----------------- | ----------------- |
| Canada            | 51                |
| Stati Uniti       | 116               |